# Peter Stebbings
Peter Stebbings (Vancouver, 1971. február 28. –) kanadai színész, rendező, producer, forgatókönyvíró.
Rendezőként a Defendor – A véderő (2009) című filmmel debütált, amelynek a forgatókönyvét is ő írta. Színészként a magyar közönség elsősorban James Pendrick megformálójaként ismerheti a Murdoch nyomozó rejtélyeiből.

## Élete és pályafutása
1971. február 28-án született Vancouverben. 12 éves korában egy helyi ifjúsági színházban kezdett el színészettel foglalkozni. 22 évesen New Yorkba költözött, hogy a Circle in the Square Theatre School-ban folytathassa tanulmányait. Az iskola elvégzése után visszaköltözött Kanadába. Ismertséget a Madison című tinisorozattal szerzett, mely két Gemini-díjat is hozott számára.
Főképp kanadai sorozatokból és mozifilmekből ismert. Leghíresebb filmjei a Defendor – A véderő (2009), a Ne kiálts vérfarkast!, a Halhatatlanok és a Jack és Jill a világ ellen. Híresebb sorozatbeli alakításai: Kevin Sharpe (Madison), Alvin Klein (The Listener), Marcus Alexander (Jeremiah) és James Pendrick (Murdoch nyomozó rejtélyei). A magyar közönség a Borgiákban és a Csillagkapuban is láthatta kisebb szerepekben.
A színészet mellett főképp sorozatokban vállal epizód rendezéseket. Két mozifilmes rendezése a Defendor – A véderő (2009) és az Empire of Dirt (2013).

## Magánélete
2010-ben vette feleségül Charlotte Sullivan színésznőt. Kislányuk 2015-ben született.